# The Black Hand
The Black Hand er en amerikansk stumfilm fra 1906 af Wallace McCutcheon.